# Mélangeur de cartes en continu
 (janvier 2010).
Si vous disposez d'ouvrages ou d'articles de référence ou si vous connaissez des sites web de qualité traitant du thème abordé ici, merci de compléter l'article en donnant les références utiles à sa vérifiabilité et en les liant à la section « Notes et références ».

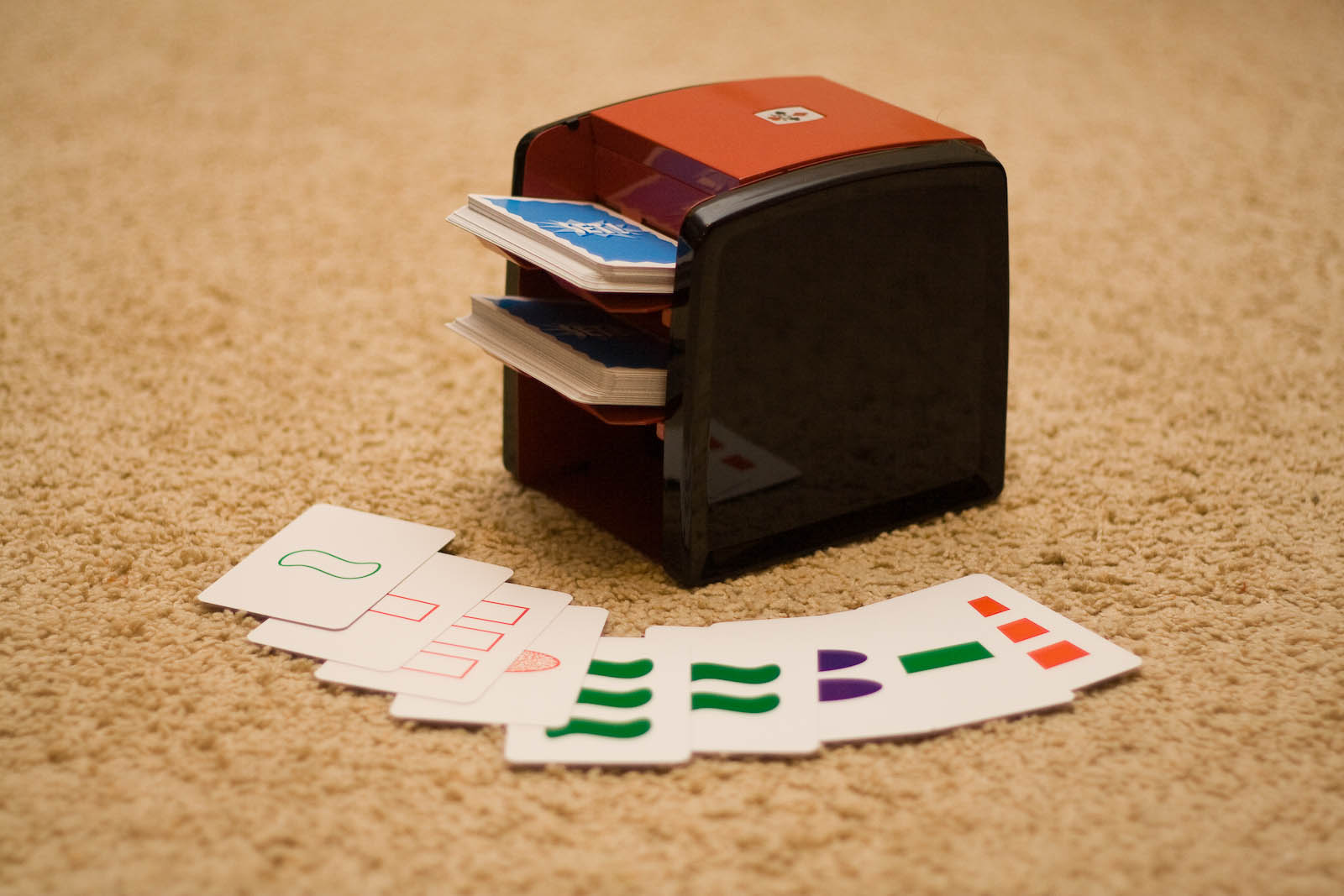
Une machine à mélange continu.

Les machines à mélange continu, de l'anglais Continuous Shuffling Machine, ou plus couramment CSM, sont des appareils utilisés pour mélanger les cartes dans les casinos. Ils ont fait leur apparition sur les tables de blackjack, le but étant de contrer le comptage des cartes (technique permettant de battre le casino lorsqu'elle est appliquée correctement), mais aussi d'accélérer le rythme du jeu. En effet, le croupier remet régulièrement les cartes jouées dans la machine qui les mélange a priori aléatoirement avec les autres cartes, ce qui évite les pauses dues à un battage plus traditionnel du jeu.

## Histoire
Depuis le célèbre livre intitulé Beat The Dealer (1962) de Edward O. Thorp, les compteurs de cartes sont devenus la pire crainte des casinos. Traditionnellement, un casino propose la roulette, le poker, ou encore le Blackjack. Le Blackjack est le seul jeu où un joueur discipliné et talentueux peut battre le Casino. En effet, même si le Poker met en jeu de grandes sommes, ce n'est jamais l'argent du casino qui est mis en jeu, mais celui des autres joueurs. Au Blackjack, le joueur affronte directement le casino.
Le livre Beat the Dealer indique comment procéder pour tirer avantage du Blackjack, et face à la certitude mathématique de la méthode, les casinos ont dû œuvrer pour se protéger, ce qui amena de nouvelles règles, notamment la multiplication du nombre de jeux de cartes (decks) mis en jeu.
Avec l'accès de plus en plus facile à internet, et donc à la connaissance, les compteurs de cartes se sont multipliés, même si la plupart ne présentent pas un réel danger pour les casinos. C'est alors en l'an 2000 que le constructeur Shuffle Master introduisit la première Machine à Mélange Continu, qu'ils dénommèrent The King, Le Roi. En quelques années, beaucoup de casinos ont opté pour cette machine, rendant impossible tout comptage par quelque méthode que ce soit, qui évite d'avoir à repérer les compteurs et de les bannir lorsque c'est possible.

## Description et fonctionnement de l'appareil
D'apparence imposante, l'appareil est noir, totalement opaque et étonnamment sophistiqué pour un mélangeur de cartes, contrastant très fortement avec les sabots plus traditionnels, en plexiglas, en bois ou en plastique. Il est aussi équipé d'un lecteur optique permettant de reconnaître les cartes.
Le fonctionnement de l'appareil est quant à lui très mal connu, en raison de la discrétion à la fois du constructeur et des casinotiers à l'égard de la machine. Cela conduit les joueurs de Blackjack à beaucoup de suspicion[réf. nécessaire].